# Anders Ringbom
Anders Johan Ringbom, född 21 juli 1903 i Åbo, död där 21 december 1972, var en finländsk kemist. Han var bror till Lars-Ivar och Nils-Eric Ringbom.
Ringbom, som var son till läkaren Lars Ringbom och Elin Elisabeth Granit, blev student 1921, diplomingenjör 1925 och teknologie doktor 1936. Han innehade olika förordnanden vid Åbo Akademi 1927–1936, blev lektor i analytisk kemi och tekniska analysmetoder där 1936 samt extraordinarie professor i kemi, företrädesvis analytisk och oorganisk kemi, där 1943. Han bedrev forskning vid University of Minnesota 1950–1951 och var ordinarie professor i analytisk kemi vid Åbo Akademi 1952–1969. Han var prorektor 1954–1957 och dekanus för kemisk-tekniska fakulteten 1962–1966. Han var främst inriktad på komplexometrisk analys och skrev på detta område Complexation in Analytical Chemistry (1963), som utkom på flera språk. Han var ordförande i Kemiska sällskapet i Åbo 1939, 1948 och 1957 samt innehade olika akademiska sakkunniguppdrag. Han invaldes som ledamot av Finska Vetenskapssocieteten 1952, av Akademin för tekniska vetenskaper 1957 och av Kungliga Vetenskapssocieteten i Uppsala 1959.